# Brasiliens geografi
| Brasiliens geografi            | Brasiliens geografi |
| ------------------------------ | --- |
| Brasiliens placering i verden  | |
| Brasiliens placering           | |
| Brasiliens areal               | |
| Total                          | 8.514.215 km2 |
| Land                           | 8.456.510 km2 |
| Vand                           | 55.455 km2 |
| Noter:                         | |
| Brasiliens grænser             | |
| Kystlinie                      | 7.491 km |
| Landegrænser                   | 16.885 km |
| Nabolande                      | - Argentina 1.261 km - Bolivia 3.423 km - Colombia 1.644 km - Fransk Guyana 730 km - Guyana 1.606 km - Paraguay 1.365 km - Peru 2.995 km - Surinam 593 km - Uruguay 1.068 km - Venezuela 2.200 km |
| Territorier og krav            | |
| Brasiliens territorier og krav | |
| Brasiliens territorier og krav | |
| Øer                            | - Øgruppen Fernando de Noronha - Rocas atollen - Øgruppen Sankt Peter og Sankt Poul - Øgruppen Trindade og Martim Vaz                                                                             |
| Uformelt krav                  | Brasiliansk Antarktis |
| Maritime krav                  | |
| Territorialfarvand             | 24 sm |
| Kontinentalsokkel              | 200 sm |
| Eksklusiv økonomisk zone       | 200 sm |

Landet Brasilien breder sig over cirka halvdelen af Sydamerikas areal og dækker et areal på 8.514.215 km2, hvilket inkluderer
8.456.510 km2 land og 55.455 km2 vand. Det højeste punkt er Pico da Neblina på 2.994 m. Brasilien grænser op til: Argentina, Bolivia, Colombia, Fransk Guyana, Guyana, Paraguay, Peru, Surinam, Uruguay, Venezuela og Atlanterhavet.
Det meste af dets klima er tropisk, dog er den sydlige del relativt tempereret. Den største flod i Brasilien, og en af de største i verden er Amazonfloden, som strækker sig 6.937 km fra dets udspring i Peru til dens udløb i Atlanterhavet.

## Størrelse og placering
Med Brasiliens store areal optager landet det meste af den østlige del af det sydamerikanske kontinent og indtil flere øer i Atlanterhavet. De eneste lande i verden, der er større rent arealmæssigt er: Rusland, Canada, Kina og USA (inklusive Alaska). Landet strækker sig 4.395 kilometer fra nord til syd (5°16'20" nord til 33°44'32" sydlig bredde) og 4.319 kilometer fra øst til vest (34°47'30" vest til 73°59'32" vestlig længde). Det strækker sig over 3 tidszoner: UTC-02, UTC-03 og UTC-04.
Brasilien besidder øgruppen Fernando de Noronha 350 kilometer nordøst for dets "horn" og flere mindre øer, atoller og rev i Atlanterhavet: Abrolhos, Atol das Rocas, Sankt Peter og Sankt Poul øgruppen, Trindade og Martim Vaz. I begyndelsen af 1970'erne krævede Brasilien en territorial-grænse på 362 km fra kysten inklusive øerne.
På Brasiliens østkyst strækker kystlinien sig 7.367 kilometer. I vest har landet 15.719 km grænser til, i retning med uret: Uruguay, Argentina, Paraguay, Bolivia, Peru, Colombia, Venezuela, Guyana, Suriname og Fransk Guyana. De eneste lande i Sydamerika, der ikke grænser op til Brasilien er: Chile og Ecuador
Indenfor landets grænser findes der 5 økoregioner: Den tropiske regnskov, pantanal, cerrado, mata atlantica og pampasen

## Klima
Tekst mangler, hjælp os med at skrive teksten

## Geografiske regioner
Tekst mangler, hjælp os med at skrive teksten